# FIVB Beach Volleyball World Tour
FIVB Beach Volleyball World Tour là một hệ thống các giải đấu Bóng chuyền bãi biển chuyên nghiệp vòng quanh Thế giới.  
Hệ thống này từng được biết đến với tên gọi  FIVB Beach Volleyball Swatch World Tour  từ năm 2003 đến 2012, khi Liên đoàn bóng chuyền quốc tế ký hợp đồng quảng cáo với hãng Swatch. 

## Giải thưởng hằng năm

### Nhà vô địch điểm số chung cuộc (Nam)
| CÁC VẬN ĐỘNG VIÊN NAM DÀNH CHIẾN THẮNG CHUNG CUỘC TỪ NĂM 1989 | CÁC VẬN ĐỘNG VIÊN NAM DÀNH CHIẾN THẮNG CHUNG CUỘC TỪ NĂM 1989 |
| ------------------------------------------------------------- | ------------------------------------------------------------- |
| 1989                                                          | Sinjin Smith và Randy Stoklos (USA)                           |
| 1990                                                          | Sinjin Smith và Randy Stoklos (USA)                           |
| 1991                                                          | Sinjin Smith và Randy Stoklos (USA)                           |
| 1992                                                          | Sinjin Smith và Randy Stoklos (USA)                           |
| 1993                                                          | Roberto Lopes và Franco Neto (BRA)                            |
| 1994                                                          | Jan Kvalheim và Bjørn Maaseide (NOR)                          |
| 1995                                                          | Roberto Lopes và Franco Neto (BRA)                            |
| 1996                                                          | Emanuel Rego và Zé Marco de Melo (BRA)                        |
| 1997                                                          | Emanuel Rego và Zé Marco de Melo (BRA)                        |
| 1998                                                          | Guilherme Marques và Rogério Ferreira (BRA)                   |
| 1999                                                          | Emanuel Rego và José Loiola (BRA)                             |
| 2000                                                          | Ricardo Santos và Zé Marco de Melo (BRA)                      |
| 2001                                                          | Emanuel Rego và Tande Ramos (BRA)                             |
| 2002                                                          | Martín Conde và Mariano Baracetti (ARG)                       |
| 2003                                                          | Emanuel Rego và Ricardo Santos (BRA)                          |
| 2004                                                          | Emanuel Rego và Ricardo Santos (BRA)                          |
| 2005                                                          | Emanuel Rego và Ricardo Santos (BRA)                          |
| 2006                                                          | Emanuel Rego và Ricardo Santos (BRA)                          |
| 2007                                                          | Emanuel Rego và Ricardo Santos (BRA)                          |
| 2008                                                          | Pedro Solberg Salgado và Harley Marques (BRA)                 |
| 2009                                                          | Julius Brink vàJonas Reckermann (GER)                         |
| 2010                                                          | Todd Rogers và Phil Dalhausser (USA)                          |
| 2011                                                          | Emanuel Rego và Alison Cerutti (BRA)                          |
| 2012                                                          | Jake Gibb và Sean Rosenthal (USA)                             |
| 2013                                                          | Jānis Šmēdiņš và Aleksandrs Samoilovs (LAT)                   |
| 2014                                                          | Jānis Šmēdiņš và Aleksandrs Samoilovs (LAT)                   |
| 2015                                                          | Alison Cerutti và Bruno Oscar Schmidt (BRA)                   |
| 2016                                                          | Aleksandrs Samoilovs and Jānis Šmēdiņš (LAT)                  |
| 2017                                                          | Evandro Oliveira and André Stein (BRA)                        |
| 2018                                                          | Anders Mol and Christian Sørum (NOR)                          |
| 2019                                                          | Anders Mol and Christian Sørum (NOR)                          |
|                                                               |                                                               |

### Nhà vô địch điểm số chung cuộc (Nữ)
| CÁC VẬN ĐỘNG VIÊN NỮ DÀNH CHIẾN THẮNG CHUNG CUỘC TỪ NĂM 1992 | CÁC VẬN ĐỘNG VIÊN NỮ DÀNH CHIẾN THẮNG CHUNG CUỘC TỪ NĂM 1992 |
| ------------------------------------------------------------ | ------------------------------------------------------------ |
| 1992                                                         | Nancy Reno và Karolyn Kirby (USA)                            |
| 1993                                                         | Liz Masakayan và Karolyn Kirby (USA)                         |
| 1994                                                         | Adriana Samuel và Mônica Rodrigues (BRA)                     |
| 1995                                                         | Jackie Silva và Sandra Pires (BRA)                           |
| 1996                                                         | Jackie Silva và Sandra Pires (BRA)                           |
| 1997                                                         | Adriana Behar và Shelda Bede (BRA)                           |
| 1998                                                         | Adriana Behar và Shelda Bede (BRA)                           |
| 1999                                                         | Adriana Behar và Shelda Bede (BRA)                           |
| 2000                                                         | Adriana Behar và Shelda Bede (BRA)                           |
| 2001                                                         | Adriana Behar và Shelda Bede (BRA)                           |
| 2002                                                         | Kerri Walsh và Misty May-Treanor (USA)                       |
| 2003                                                         | Sandra Pires và Ana Paula Connelly (BRA)                     |
| 2004                                                         | Adriana Behar và Shelda Bede (BRA)                           |
| 2005                                                         | Larissa França và Juliana Silva (BRA)                        |
| 2006                                                         | Larissa França và Juliana Silva (BRA)                        |
| 2007                                                         | Larissa França và Juliana Silva (BRA)                        |
| 2008                                                         | Ana Paula Connelly và Shelda Bede (BRA)                      |
| 2009                                                         | Larissa França và Juliana Silva (BRA)                        |
| 2010                                                         | Larissa França và Juliana Silva (BRA)                        |
| 2011                                                         | Larissa França và Juliana Silva (BRA)                        |
| 2012                                                         | Larissa França và Juliana Silva (BRA)                        |
| 2013                                                         | Talita Antunes và Taiana Lima (BRA)                          |
| 2014                                                         | Maria Antonelli và Juliana Silva (BRA)                       |
| 2015                                                         | Ágatha Bednarczuk và Bárbara Seixas (BRA)                    |
| 2016                                                         | Laura Ludwig and Kira Walkenhorst (GER)                      |
| 2017                                                         | Talita Antunes and Larissa França (BRA)                      |
| 2018                                                         | Ágatha Bednarczuk and Eduarda Lisboa (BRA)                   |
| 2019                                                         | Melissa Humana-Paredes and Sarah Pavan (CAN)                 |

### Những giải thưởng phụ của các vận động viên nam
| TAY CHẮN BÓNG NAM TỐT NHẤT FIVB BEACH VOLLEYBALL WORLD TOUR         | TAY CHẮN BÓNG NAM TỐT NHẤT FIVB BEACH VOLLEYBALL WORLD TOUR |
| ------------------------------------------------------------------- | ----------------------------------------------------------- |
| 2005                                                                | Fábio Luiz Magalhães (BRA)                                  |
| 2006                                                                | Phil Dalhausser (USA)                                       |
| 2007                                                                | Phil Dalhausser (USA)                                       |
| 2008                                                                | Phil Dalhausser (USA)                                       |
| 2009                                                                | Jonas Reckermann (GER)                                      |
| 2010                                                                | Phil Dalhausser (USA)                                       |
| 2011                                                                | Alison Cerutti (BRA)                                        |
| 2012                                                                | Phil Dalhausser (USA)                                       |
| 2013                                                                | Pedro Solberg Salgado (BRA)                                 |
| 2014                                                                | Phil Dalhausser (USA)                                       |
| 2015                                                                | Alison Cerutti (BRA)                                        |
| 2016                                                                | Paolo Nicolai (ITA)                                         |
| 2017                                                                | Phil Dalhausser (USA)                                       |
| 2018                                                                | Anders Mol (NOR)                                            |
| CẦU THỦ NAM PHÒNG NGỰ TÔT NHẤT FIVB BEACH VOLLEYBALL WORLD TOUR     |                                                             |
| 2005                                                                | Márcio Araújo (BRA)                                         |
| 2006                                                                | Todd Rogers (USA) và Martín Conde (ARG)                     |
| 2007                                                                | Todd Rogers (USA)                                           |
| 2008                                                                | Todd Rogers (USA)                                           |
| 2009                                                                | Reinder Nummerdor (NED)                                     |
| 2010                                                                | Todd Rogers (USA)                                           |
| 2011                                                                | Reinder Nummerdor (NED)                                     |
| 2012                                                                | Mārtiņš Pļaviņš (LAT)                                       |
| 2013                                                                | Bruno Oscar Schmidt (BRA)                                   |
| 2014                                                                | Bruno Oscar Schmidt (BRA)                                   |
| 2015                                                                | Bruno Oscar Schmidt (BRA)                                   |
| 2016                                                                | Bruno Oscar Schmidt (BRA)                                   |
| 2017                                                                | Viacheslav Krasilnikov (RUS)                                |
| 2018                                                                | Christian Sørum (NOR)                                       |
| CẦU THỦ NAM CÓ QUẢ ĐẬP TỐT NHẤT FIVB BEACH VOLLEYBALL WORLD TOUR    |                                                             |
| 2005                                                                | Ricardo Santos (BRA)                                        |
| 2006                                                                | Emanuel Rego (BRA)                                          |
| 2007                                                                | Phil Dalhausser (USA)                                       |
| 2008                                                                | Phil Dalhausser (USA)                                       |
| 2009                                                                | Phil Dalhausser (USA)                                       |
| 2010                                                                | Phil Dalhausser (USA)                                       |
| 2011                                                                | Alison Cerutti (BRA)                                        |
| 2012                                                                | Alison Cerutti (BRA)                                        |
| 2013                                                                | Jānis Šmēdiņš (LAT)                                         |
| 2014                                                                | Jānis Šmēdiņš (LAT)                                         |
| CẦU THỦ NAM TẤN CÔNG TỐT NHẤT FIVB BEACH VOLLEYBALL WORLD TOUR      |                                                             |
| 2005                                                                | Ricardo Santos (BRA)                                        |
| 2006                                                                | Ricardo Santos (BRA)                                        |
| 2007                                                                | Ricardo Santos (BRA)                                        |
| 2008                                                                | Phil Dalhausser (USA)                                       |
| 2009                                                                | Phil Dalhausser (USA)                                       |
| 2010                                                                | Phil Dalhausser (USA)                                       |
| 2011                                                                | Alison Cerutti (BRA)                                        |
| 2012                                                                | Phil Dalhausser (USA)                                       |
| 2013                                                                | Jānis Šmēdiņš (LAT)                                         |
| 2014                                                                | Paolo Nicolai (ITA)                                         |
| CẦU THỦ NAM GIAO BÓNG TỐT NHẤT FIVB BEACH VOLLEYBALL WORLD TOUR     |                                                             |
| 2005                                                                | Conrad Leinemann (CAN)                                      |
| 2006                                                                | Iver Horrem (NOR)                                           |
| 2007                                                                | Igor Kolodinsky (RUS)                                       |
| 2008                                                                | Igor Kolodinsky (RUS)                                       |
| 2009                                                                | Igor Kolodinsky (RUS)                                       |
| 2010                                                                | Igor Kolodinsky (RUS)                                       |
| 2011                                                                | Eric Koreng (GER)                                           |
| 2012                                                                | Eric Koreng (GER)                                           |
| 2013                                                                | not awarded                                                 |
| 2014                                                                | Phil Dalhausser (USA)                                       |
| CẦU THỦ NAM KIẾN TẠO TỐT NHẤT FIVB BEACH VOLLEYBALL WORLD TOUR      |                                                             |
| 2005                                                                | Todd Rogers (USA)                                           |
| 2006                                                                | Márcio Araújo (BRA)                                         |
| 2007                                                                | Márcio Araújo (BRA)                                         |
| 2008                                                                | Márcio Araújo (BRA)                                         |
| 2009                                                                | Phil Dalhausser (USA)                                       |
| 2010                                                                | Phil Dalhausser (USA)                                       |
| 2011                                                                | Phil Dalhausser (USA)                                       |
| 2012                                                                | Phil Dalhausser (USA)                                       |
| 2013                                                                | Jānis Šmēdiņš (LAT)                                         |
| 2014                                                                | Phil Dalhausser (USA)                                       |
| CẦU THỦ NAM TIẾN BỘ NHẤT FIVB BEACH VOLLEYBALL WORLD TOUR           |                                                             |
| 2005                                                                | Fábio Luiz Magalhães (BRA)                                  |
| 2006                                                                | Phil Dalhausser (USA)                                       |
| 2007                                                                | Xu Linyin (CHN) và Dmitri Barsouk (RUS)                     |
| 2008                                                                | Andy Cès (FRA)                                              |
| 2009                                                                | Alison Cerutti (BRA)                                        |
| 2010                                                                | Bruno Oscar Schmidt (BRA)                                   |
| 2011                                                                | Mariusz Prudel (POL)                                        |
| 2012                                                                | Paolo Nicolai (ITA)                                         |
| 2013                                                                | Álvaro Morais Filho (BRA)                                   |
| 2014                                                                | Ryan Doherty (USA)                                          |
| CẦU THỦ NAM CÓ TẦM ẢNH HƯỞNG NHẤT FIVB BEACH VOLLEYBALL WORLD TOUR  |                                                             |
| 2005                                                                | Mark Heese (CAN)                                            |
| 2006                                                                | Franco Neto (BRA)                                           |
| 2007                                                                | Franco Neto (BRA)                                           |
| 2008                                                                | Todd Rogers (USA)                                           |
| 2009                                                                | Harley Marques (BRA)                                        |
| 2010                                                                | Xu Linyin (CHN)                                             |
| 2011                                                                | Emanuel Rego (BRA)                                          |
| 2012                                                                | Emanuel Rego (BRA)                                          |
| 2013                                                                | Jake Gibb (USA)                                             |
| 2014                                                                | Jake Gibb (USA)                                             |
| CẦU THỦ NAM XUẤT SẮC NHẤT FIVB BEACH VOLLEYBALL WORLD TOUR          |                                                             |
| 2005                                                                | Ricardo Santos (BRA)                                        |
| 2006                                                                | Emanuel Rego (BRA)                                          |
| 2007                                                                | Ricardo Santos (BRA)                                        |
| 2008                                                                | Harley Marques (BRA)                                        |
| 2009                                                                | Harley Marques (BRA) và Richard Schuil (NED)                |
| 2010                                                                | Phil Dalhausser (USA)                                       |
| 2011                                                                | Emanuel Rego (BRA)                                          |
| 2012                                                                | Sean Rosenthal (USA)                                        |
| 2013                                                                | Phil Dalhausser (USA)                                       |
| 2014                                                                | Phil Dalhausser (USA)                                       |
| CẦU THỦ NAM CÓ PHONG CÁCH TỐT NHẤT FIVB BEACH VOLLEYBALL WORLD TOUR |                                                             |
| 2005                                                                | Emanuel Rego (BRA)                                          |
| 2006                                                                | Franco Neto (BRA)                                           |
| 2007                                                                | Franco Neto (BRA)                                           |
| 2008                                                                | Phil Dalhausser (USA)                                       |
| 2009                                                                | Rivo Vesik (EST)                                            |
| 2010                                                                | Emanuel Rego (BRA)                                          |
| 2011                                                                | Emanuel Rego (BRA)                                          |
| 2012                                                                | Emanuel Rego (BRA)                                          |
| 2013                                                                | Jānis Šmēdiņš (LAT)                                         |
| 2014                                                                | Emanuel Rego (BRA)                                          |
| CẶP CẦU THỦ NAM CỦA NĂM                                             |                                                             |
| 2005                                                                | Emanuel Rego và Ricardo Santos (BRA)                        |
| 2006                                                                | Emanuel Rego và Ricardo Santos (BRA)                        |
| 2007                                                                | Emanuel Rego và Ricardo Santos (BRA)                        |
| 2008                                                                | Pedro Solberg Salgado và Harley Marques (BRA)               |
| 2009                                                                | Julius Brink và Jonas Reckermann (GER)                      |
| 2010                                                                | Phil Dalhausser và Todd Rogers (USA)                        |
| 2011                                                                | Alison Cerutti và Emanuel Rego (BRA)                        |
| 2012                                                                | Jake Gibb và Sean Rosenthal (USA)                           |
| 2013                                                                | Jānis Šmēdiņš và Aleksandrs Samoilovs (LAT)                 |
| 2014                                                                | Jānis Šmēdiņš và Aleksandrs Samoilovs (LAT)                 |
| CẦU THỦ NAM MỚI NỔI TỐT NHẤT FIVB BEACH VOLLEYBALL WORLD TOUR       |                                                             |
| 2005                                                                | Matteo Varnier (ITA) và Jake Gibb (USA)                     |
| 2006                                                                | Sean Rosenthal (USA)                                        |
| 2007                                                                | Igor Kolodinsky (RUS)                                       |
| 2008                                                                | Adrián Gavira Collado (ESP)                                 |
| 2009                                                                | Ruslans Sorokins (LAT)                                      |
| 2010                                                                | Karl Jaani (EST)                                            |
| 2011                                                                | Sébastien Chevallier (SUI)                                  |
| 2012                                                                | Christiaan Varenhorst (NED)                                 |
| 2013                                                                | Álvaro Morais Filho (BRA)                                   |
| 2014                                                                | Tri Bourne (USA)                                            |

### Những giải thưởng phụ của các vận động viên nữ
| TAY CHẮN BÓNG NỮ TỐT NHẤT FIVB BEACH VOLLEYBALL WORLD TOUR         | TAY CHẮN BÓNG NỮ TỐT NHẤT FIVB BEACH VOLLEYBALL WORLD TOUR |
| ------------------------------------------------------------------ | ---------------------------------------------------------- |
| 2005                                                               | Kerri Walsh (USA)                                          |
| 2006                                                               | Kerri Walsh (USA)                                          |
| 2007                                                               | Kerri Walsh (USA)                                          |
| 2008                                                               | Kerri Walsh (USA)                                          |
| 2009                                                               | Juliana Silva (BRA)                                        |
| 2010                                                               | Juliana Silva (BRA)                                        |
| 2011                                                               | Kerri Walsh (USA)                                          |
| 2012                                                               | Kerri Walsh (USA)                                          |
| 2013                                                               | Talita Antunes (BRA)                                       |
| 2014                                                               | Kerri Walsh (USA)                                          |
| CẦU THỦ NỮ PHÒNG NGỰ TÔT NHẤT FIVB BEACH VOLLEYBALL WORLD TOUR     |                                                            |
| 2005                                                               | Shelda Bede (BRA)                                          |
| 2006                                                               | Shelda Bede (BRA)                                          |
| 2007                                                               | Misty May-Treanor (USA)                                    |
| 2008                                                               | Misty May-Treanor (USA)                                    |
| 2009                                                               | Larissa França (BRA)                                       |
| 2010                                                               | Zhang Xi (CHN)                                             |
| 2011                                                               | Misty May-Treanor (USA)                                    |
| 2012                                                               | Larissa França (BRA)                                       |
| 2013                                                               | Laura Ludwig (GER)                                         |
| 2014                                                               | Larissa França (BRA)                                       |
| CẦU THỦ NỮ CÓ QUẢ ĐẬP TỐT NHẤT FIVB BEACH VOLLEYBALL WORLD TOUR    |                                                            |
| 2005                                                               | Kerri Walsh (USA)                                          |
| 2006                                                               | Kerri Walsh (USA)                                          |
| 2007                                                               | Kerri Walsh (USA)                                          |
| 2008                                                               | Larissa França (BRA)                                       |
| 2009                                                               | April Ross (USA)                                           |
| 2010                                                               | Larissa França (BRA)                                       |
| 2011                                                               | April Ross (USA)                                           |
| 2012                                                               | Kerri Walsh (USA)                                          |
| 2013                                                               | Talita Antunes (BRA)                                       |
| 2014                                                               | Talita Antunes (BRA)                                       |
| CẦU THỦ NỮ TẤN CÔNG TỐT NHẤT FIVB BEACH VOLLEYBALL WORLD TOUR      |                                                            |
| 2005                                                               | Misty May-Treanor (USA)                                    |
| 2006                                                               | Juliana Silva (BRA)                                        |
| 2007                                                               | Kerri Walsh và Misty May-Treanor (USA)                     |
| 2008                                                               | Misty May-Treanor (USA)                                    |
| 2009                                                               | April Ross (USA)                                           |
| 2010                                                               | Juliana Silva (BRA)                                        |
| 2011                                                               | Laura Ludwig (GER)                                         |
| 2012                                                               | Juliana Silva (BRA)                                        |
| 2013                                                               | Talita Antunes (BRA)                                       |
| 2014                                                               | Kerri Walsh (USA)                                          |
| CẦU THỦ NỮ GIAO BÓNG TỐT NHẤT FIVB BEACH VOLLEYBALL WORLD TOUR     |                                                            |
| 2005                                                               | Ana Paula Connelly (BRA)                                   |
| 2006                                                               | Ana Paula Connelly (BRA)                                   |
| 2007                                                               | Ana Paula Connelly (BRA)                                   |
| 2008                                                               | Maria Clara Salgado (BRA)                                  |
| 2009                                                               | Maria Clara Salgado (BRA)                                  |
| 2010                                                               | Marleen van Iersel (NED)                                   |
| 2011                                                               | April Ross (USA)                                           |
| 2012                                                               | April Ross (USA)                                           |
| 2013                                                               | not awarded                                                |
| 2014                                                               | Karla Borger (GER)                                         |
| CẦU THỦ NỮ KIẾN TẠO TỐT NHẤT FIVB BEACH VOLLEYBALL WORLD TOUR      |                                                            |
| 2005                                                               | Misty May-Treanor (USA)                                    |
| 2006                                                               | Larissa França (BRA)                                       |
| 2007                                                               | Larissa França (BRA)                                       |
| 2008                                                               | Larissa França (BRA) và Vasso Karadassiou (GRE)            |
| 2009                                                               | Larissa França (BRA)                                       |
| 2010                                                               | Larissa França (BRA)                                       |
| 2011                                                               | Larissa França (BRA)                                       |
| 2012                                                               | Larissa França (BRA)                                       |
| 2013                                                               | Ilka Semmler (GER)                                         |
| 2014                                                               | Larissa França (BRA)                                       |
| CẦU THỦ NỮ TIẾN BỘ NHẤT FIVB BEACH VOLLEYBALL WORLD TOUR           |                                                            |
| 2005                                                               | Vassiliki Arvaniti (GRE)                                   |
| 2006                                                               | Leila Barros (BRA)                                         |
| 2007                                                               | Laura Ludwig (GER) và Tamsin Barnett (AUS)                 |
| 2008                                                               | Nicole Branagh (USA)                                       |
| 2009                                                               | Marleen van Iersel (NED)                                   |
| 2010                                                               | Taiana Lima (BRA)                                          |
| 2011                                                               | Marta Menegatti (ITA)                                      |
| 2012                                                               | Sophie van Gestel (NED)                                    |
| 2013                                                               | Kira Walkenhorst (GER)                                     |
| 2014                                                               | Tanja Hüberli (SUI)                                        |
| CẦU THỦ NỮ CÓ TẦM ẢNH HƯỞNG NHẤT FIVB BEACH VOLLEYBALL WORLD TOUR  |                                                            |
| 2005                                                               | Shelda Bede (BRA)                                          |
| 2006                                                               | Shelda Bede (BRA)                                          |
| 2007                                                               | Shelda Bede (BRA)                                          |
| 2008                                                               | Shelda Bede (BRA)                                          |
| 2009                                                               | Shelda Bede (BRA)                                          |
| 2010                                                               | Denise Johns (GBR)                                         |
| 2011                                                               | Kerri Walsh (USA)                                          |
| 2012                                                               | Misty May-Treanor (USA) và Kerri Walsh (USA)               |
| 2013                                                               | Laura Ludwig (GER)                                         |
| 2014                                                               | Kerri Walsh (USA)                                          |
| CẦU THỦ NỮ XUẤT SẮC NHẤT FIVB BEACH VOLLEYBALL WORLD TOUR          |                                                            |
| 2005                                                               | Misty May-Treanor (USA)                                    |
| 2006                                                               | Larissa França (BRA)                                       |
| 2007                                                               | Kerri Walsh (USA)                                          |
| 2008                                                               | Misty May-Treanor (USA) và Zhang Xi (CHN)                  |
| 2009                                                               | Juliana Silva (BRA)                                        |
| 2010                                                               | Juliana Silva (BRA)                                        |
| 2011                                                               | Juliana Silva (BRA)                                        |
| 2012                                                               | Kerri Walsh (USA)                                          |
| 2013                                                               | Kerri Walsh (USA)                                          |
| 2014                                                               | Kerri Walsh (USA)                                          |
| CẦU THỦ NỮ CÓ PHONG CÁCH TỐT NHẤT FIVB BEACH VOLLEYBALL WORLD TOUR |                                                            |
| 2005                                                               | Kerri Walsh (USA)                                          |
| 2006                                                               | Kerri Walsh (USA)                                          |
| 2007                                                               | Kerri Walsh và Misty May-Treanor (USA)                     |
| 2008                                                               | Kerri Walsh và Misty May-Treanor (USA)                     |
| 2009                                                               | Shelda Bede (BRA)                                          |
| 2010                                                               | Misty May-Treanor (USA)                                    |
| 2011                                                               | Juliana Silva (BRA)                                        |
| 2012                                                               | Kerri Walsh (USA)                                          |
| 2013                                                               | Taiana Lima (BRA)                                          |
| 2014                                                               | Juliana Silva (BRA)                                        |
| 2015                                                               | Laura Ludwig (GER)                                         |
| 2016                                                               | Laura Ludwig (GER)                                         |
| 2017                                                               | Laura Ludwig (GER)                                         |
| 2018                                                               | Ágatha Bednarczuk (BRA)                                    |
| CẶP CẦU THỦ NỮ CỦA NĂM                                             |                                                            |
| 2005                                                               | Juliana Silva và Larissa França (BRA)                      |
| 2006                                                               | Juliana Silva và Larissa França (BRA)                      |
| 2007                                                               | Juliana Silva và Larissa França (BRA)                      |
| 2008                                                               | Ana Paula Connelly và Shelda Bede (BRA)                    |
| 2009                                                               | Juliana Silva và Larissa França (BRA)                      |
| 2010                                                               | Juliana Silva và Larissa França (BRA)                      |
| 2011                                                               | Juliana Silva và Larissa França (BRA)                      |
| 2012                                                               | Juliana Silva và Larissa França (BRA)                      |
| 2013                                                               | Talita Antunes và Taiana Lima (BRA)                        |
| 2014                                                               | Juliana Silva và Maria Antonelli (BRA)                     |
| 2015                                                               | Talita Antunes and Larissa França (BRA)                    |
| 2016                                                               | Laura Ludwig and Kira Walkenhorst (GER)                    |
| 2017                                                               | Talita Antunes and Larissa França (BRA)                    |
| 2018-19                                                            | Sarah Pavan and Melissa Humana-Paredes (CAN)               |
| CẦU THỦ NỮ MỚI NỔI TỐT NHẤT FIVB BEACH VOLLEYBALL WORLD TOUR       |                                                            |
| 2005                                                               | Talita Antunes (BRA)                                       |
| 2006                                                               | Xue Chen (CHN)                                             |
| 2007                                                               | April Ross (USA)                                           |
| 2008                                                               | Bibiana Candelas (MEX)                                     |
| 2009                                                               | Angie Akers (USA) & Louise Bawden (AUS)                    |
| 2010                                                               | Markéta Sluková (CZE)                                      |
| 2011                                                               | Britta Büthe (GER)                                         |
| 2012                                                               | Bárbara Seixas (BRA)                                       |
| 2013                                                               | Kira Walkenhorst (GER)                                     |
| 2014                                                               | Melissa Humana-Paredes (CAN)                               |
| 2015                                                               | Taru Lahti (FIN)                                           |
| 2016                                                               | Eduarda Lisboa (BRA)                                       |
| 2017                                                               | Sara Hughes (USA)                                          |
| 2018                                                               | Tina Graudiņa (LAT) và Svetlana Kholomina (RUS)            |